# Parque natural municipal de Taquara

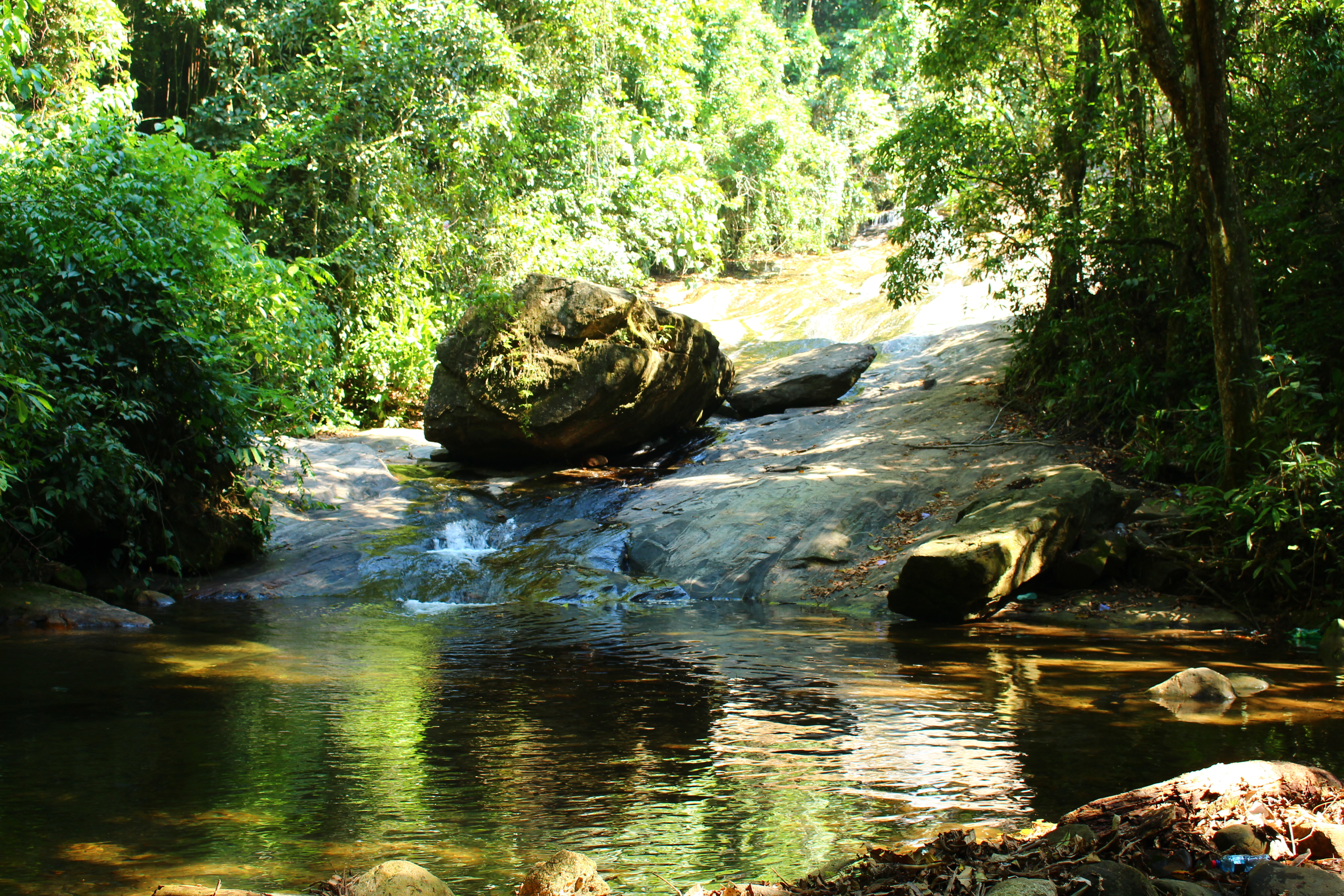
Parque Natural Municipal da Taquara.

El parque natural municipal de Taquara (en portugués: Parque Natural Municipal da Taquara) es un parque natural municipal del estado de Río de Janeiro, Brasil, que protege un área de la mata atlántica.

## Ubicación
El parque natural Municipal de Taquara se encuentra en la municipalidad de Duque de Caxias, en Río de Janeiro. Posee una superficie de 19,4 hectáreas (48 acres) y se encuentra al pie de Serra de Petrópolis. El parque está en Serra dos Órgaos entre el Área de Protección Ambiental de Petrópolis y la Reserva Biológica de Tinguá. Tiene una buena infraestructura para sus visitantes e incluye senderos que conducen al río Taquara y a la Cachoeira das Dores (Cascada de los Dolores).
Contiene un remanente de la mata atlántica. El tamarino león dorado fue avistado por expertos en 2006, varios años después de haber sido declarado extinto en la región. También es el hábitat de aves que incluyen el sangretoro brasileño (Ramphocelus bresilius), el mirlo (Turdus) y la tángara azulada (Thraupis episcopus), y mamíferos como el coatí, el perezoso, el armadillo y varios simios.

## Visitas
El parque apoya el programa Guarda Forestal Mirim, que brinda educación sobre el medioambiente a los niños. El parque recibe visitas de hasta 4000 personas por mes, especialmente en el verano. De los visitantes, solo el 54 % tenía educación primaria, lo que puede afectar su receptividad en lo que respecta a los típicos programas de educación ambiental. La mayoría de los visitantes son personas jóvenes, el 81% son hombres, de Taquara y sus vecindarios. La razón más común de su visita es para nadar en el río o en la cascada.

## Historia
El parque natural Municipal de Taquara fue creado por la ley municipal 1157 el 11 de diciembre de 1992 con el fin de preservar la belleza natural de Caxias. Fue incluido en Mosaico da Mata Atlântica Central Fluminense creado en diciembre de 2006.